# Tejido conjuntivo
En histología, el tejido conjuntivo (TC), también conocido como tejido conectivo, es un conjunto heterogéneo de tejidos orgánicos que comparten un origen común a partir del mesénquima embrionario originado a partir del mesodermo.
Así entendidos, los tejidos conjuntivos concurren en la función primordial de sostén e integración sistémica del organismo. De esta forma, el TC participa en la cohesión o separación de los diferentes elementos tisulares que componen los órganos y sistemas y también se convierte en un medio logístico a través del cual se distribuyen las estructuras vasculonerviosas.
Con criterio morfofuncional, los tejidos conjuntivos se dividen en dos grupos:
- Los tejidos conjuntivos no especializados.
- Los tejidos conjuntivos especializados.

## Concepto y nomenclatura
La denominación tejido conjuntivo agrupa diversos subtipos de tejidos; entendido así (sin ninguna aclaración) se hace referencia entonces a "los tejidos conjuntivos" en general, especializados y no especializados.
Para referirse exclusivamente al tejido conectivo no especializado, sin caer en ambigüedades, se utiliza la denominación «tejido conjuntivo propiamente dicho». El tejido conectivo propiamente dicho es un tipo de tejido conectivo ubicuo, de función más general, menos diferenciado desde el punto de vista histofisiológico.  [cita requerida]

## Clasificación de tejidos conjuntivos
La siguiente clasificación primaria los diferencia en especializados y no especializados.
Tejidos conjuntivos no especializados:
- Tejido conjuntivo laxo (siempre irregular):
  - Tejido conjuntivo mucoso o gelatinoso
  - Tejido conjuntivo reticular
  - Tejido mesenquimal
- Tejido conjuntivo denso:
  - Tejido conjuntivo denso regular
  - Tejido conjuntivo denso irregular

Tejidos conjuntivos especializados:
- - Tejido adiposo
  - Tejido cartilaginoso
  - Tejido óseo
  - Tejido hematopoyético
  - Tejido sanguíneo (sangre)
  - Tejido linfático

Sangre, un caso particular
Según los criterios histológicos usados para la clasificación de los tejidos, la sangre es considerada por algunos un tipo especializado de tejido conjuntivo, cuya matriz es líquida (plasma sanguíneo); otros entienden la sangre como un tejido básico más, con lo que se eleva a cinco el número de tejidos primordiales: tejidos epitelial, conjuntivo, sanguíneo, muscular y nervioso.
Mesénquima, el origen
Como mesénquima embrionario se entiende al conjunto de tejidos mesenquimales del embrión. El tejido mesenquimal es el tejido conectivo del organismo embrionario, independientemente de su origen. En general, se considera que los tejidos conjuntivos embrionarios tienen origen mesodérmico.
Con el desarrollo embrionario y luego fetal, el tejido mesenquimal "va madurando" y diferenciándose, no solo hacia los diferentes tipos de tejido conjuntivo (laxo, denso, adiposo, cartilaginoso, óseo, hematopoyético y sanguíneo), sino también hacia el tejido muscular. De esta forma, múltiples estructuras parten de la diferenciación del mesénquima.

### Tejido conjuntivo denso modelado
El tejido conjuntivo denso modelado o regular se forma por el ordenamiento paralelo de las fibras colágenas (teñidas de azul), entre las que se observan fibroblastos (núcleos ovoides de cromatina laxa) y fibrocitos (núcleos alargados de cromatina densa) que se disponen paralelos también a las fibras colágenas. Las fibras colágenas son las más abundantes y gruesas del tejido conectivo. Existen 15 tipos, de las cuales la colágena tipo 1 es la más abundante. Vistas al natural, las fibras son de color blanquecino y son sintetizadas por: fibroblastos, osteoblastos, odontoblastos, condroblastos y células musculares lisas.

## Componentes del tejido conjuntivo
Como todo tejido, está constituido por células y componentes extracelulares asociados a las células. La sustancia fundamental y las fibras son los componentes extracelulares —conocidos genéricamente como matriz extracelular—, de los cuales dependen mayoritariamente las características morfofisiológicas de los tejidos conjuntivos en general. La siguiente es una descripción de los elementos que conforman el tejido conjuntivo no especializado (tanto laxo como denso).

### Sustancia fundamental
La sustancia fundamental (SF) es un material translúcido, extensamente hidratado y de consistencia gelatinosa, en el que están inmersas las células y las fibras tisulares, junto con otros componentes en solución. La fase acuosa de la SF funciona como un solvente que permite el intercambio de metabolitos (nutrientes y desechos) de una célula a otra a través del espacio intersticial.
Las características físico-químicas de la SF están dadas por su composición biológica: proteínas y glucosaminoglucanos (GAGs) asociados (proteoglicanos). Inicialmente conocidos como mucopolisacáridos ácidos, hoy en día identificados como GAGs, se hallan principalmente: condroitín sulfato, heparán sulfato, queratán sulfato y ácido hialurónico. Los GAGs son macromoléculas complejas de polisacáridos (polímeros hidrófilos) asociados a proteínas, con reacción ácida y numerosos grupos aniónicos que atraen cationes solubles (principalmente Na+) con un gran efecto osmolar (por "arrastre de agua") que contribuye a la turgencia de la matriz intercelular.
En las preparaciones convencionales "se lavan" los polímeros; por ello se aplican técnicas histológicas especiales para conservar la SF en las preparaciones: 
- fijación con vapores de éter-formaldehído de cortes congelados para microscopía óptica; si no,
- congelación presurizada + criosustitución + inclusión a baja temperatura para microscopía ultraestructural.

El colorante azul de toluidina presenta el fenómeno de metacromasia (vira a púrpura) al contacto con la SF. Generalmente se usan tinciones especiales: ácido peryódico de Schiff (PAS +), azul Alcián, hierro coloidal, etc.
Otros componentes asociados
- glucoproteínas de adhesión:
  - fibronectina, laminina, trombospondina
  - integrinas
- productos de excreción celular (hormonas, factores de crecimiento, quimiotácticos, etc.) y más.

#### Fibras proteínicas o proteicas
Las fibras que componen la matriz extracelular pueden ser de varios tipos: fibras colágenas, fibras elásticas y microfibrillas. Cualitativa y cuantitativamente, el colágeno es la fibra más importante y más abundante en nuestro organismo. Los fibroblastos son las principales células productoras de las fibras colágenas y elásticas; otros tipos de células de origen mesenquimal también sintetizan fibras (músculo liso, células mesoteliales, etc.), así como las células epiteliales.
Fibras colágenas
Las fibras colágenas sirven para resistir estiramientos y están presentes en todo tipo de tejido conjuntivo, en particular los tendones, los ligamentos y las fascias.
Fibras reticulares

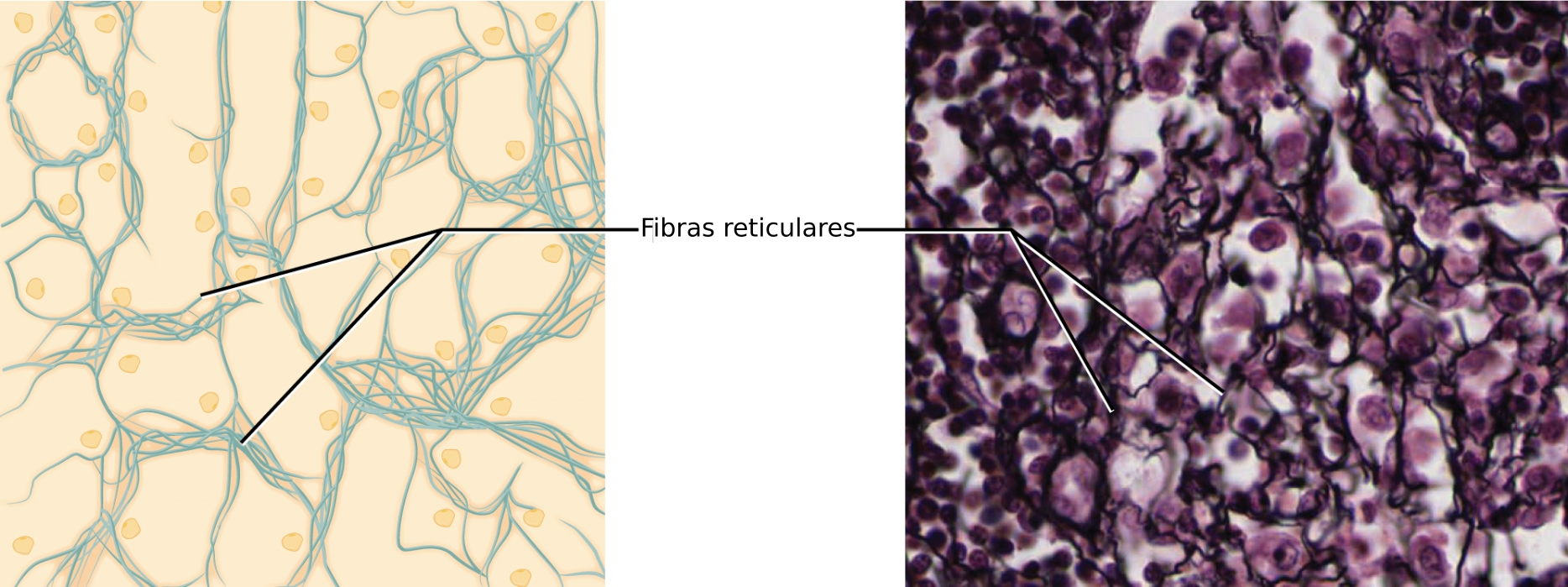
Fibras retículares

La fibra reticular forma parte de una red de soporte, son inelásticas presentes envolviendo órganos. Antiguamente consideradas fibras diferentes, son fibras compuestas por colágeno tipo III.
Fibras elásticas
Las fibras elásticas están compuestas por dos tipos de proteínas: la elastina y la fibrilina. Son fibras más delgadas que las fibras colágenas y abundan en tejidos conjuntivos laxos. Las fibras elásticas tienen un aspecto ramificado y entramado tipo red en el TC laxo; o si no, un aspecto fibroso paralelo y de banda perforada en el TC denso. Para poder visualizar estas fibras, hay que emplear técnicas tinctoriales especiales como: el método de Weigert (resorcina-fuscina), el método de Veroheff y el método de Halmi (aldehído-fuscina), pues son difícilmente distinguibles con la tinción común de hematoxilina-eosina.
Son extremadamente elásticas y están adaptadas al estiramiento, ya que pueden incrementar hasta 1,5 veces su longitud frente a la tracción y volver a su posición normal. Así, las fibras elásticas están presentes en tejidos y órganos donde se necesita esta propiedad física: la tráquea, las cuerdas vocales y las paredes de los vasos sanguíneos (aorta).
La elastasa pancreática es la enzima especializada en la digestión de esta proteína fibrilar.
El latirismo es una enfermedad toxicológica que afecta la síntesis de las fibras elásticas; es producida por la ingestión de la planta Lathyrus odoratus.
Microfibrillas
La fibrilina es una glucoproteína fibrilar de 350 kD asociada especialmente a las fibras elásticas y abundante en la lámina basal de los epitelios. El síndrome de Marfan es un trastorno hereditario (genético) del TC que afecta la síntesis normal de fibrilina.

### Células del tejido conjuntivo

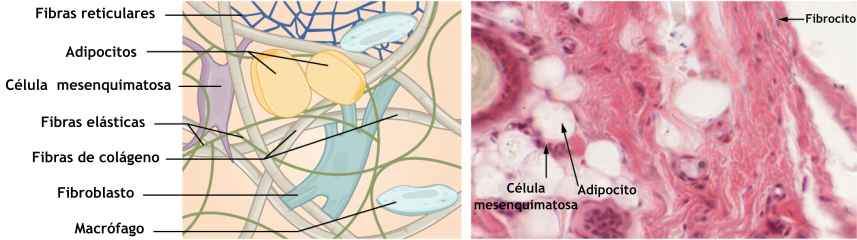
Células del tejido conjuntivo

Aunque algunas de ellas son levemente móviles (células libres), las células del tejido conjuntivo son esencialmente fijas e inmóviles (células sésiles).
- Células mesenquimales. Son características en los estados embrionario y fetal como elemento celular en el tejido mesenquimal. Son las que se diferencian en los restantes tipos de células conjuntivas. Se pueden localizar en los capilares después del nacimiento.
- Fibroblastos. Células altamente basofílicas debido a su alto contenido de retículo endoplasmático. Llamados fibrocitos en su estado inactivo.
- Adipocitos o células adiposas. Son células que almacenan grasa, constituyendo ésta el máximo bulto de su citoplasma. Tienen funciones vitales en los seres vivos. Los adipocitos tienen la peculiar característica de no poder ejecutar la mitosis.
- Macrófagos: Células populares en el sistema inmune, las cuales gozan de la característica de ser fagocitos de primera línea. También llamados histiocitos.
- Mastocitos: Se encuentran en la mayoría del tejido conjuntivo, su función es básicamente secretora, en particular de la histamina (causante de los síntomas alérgicos), y el anticoagulante heparina.
- Células plasmáticas: Presentes en el tracto digestivo, su función es la de secretar anticuerpos (especialmente IgG) al torrente sanguíneo en respuesta a una infección bacterial.
- Células reticulares. Tienen forma de estrella y participan junto con las fibras reticulares en glándulas y el sistema linfoide.
- Glóbulos blancos. Los componentes celulares del sistema inmune, de varios tipos y funciones. También llamados leucocitos.

## Tejido conjuntivo laxo
El TC laxo se caracteriza por la presencia de células y componentes extracelulares de la matriz en proporciones más abundantes que los componentes fibrilares. Hay varios subtipos de TC laxo.

### Tejido conjuntivo mucoso
Es un tejido conjuntivo laxo en el que predomina la sustancia fundamental amorfa, compuesta por ácido hialurónico. La celularidad es media, principalmente fibroblastos y macrófagos, irregularmente dispersos en la matriz intercelular con consistencia de jalea. 
No es frecuente encontrar este tipo de tejido en el adulto, pero sí en el cordón umbilical del recién nacido, un material conocido como gelatina de Wharton; también en la pulpa de los dientes en escasa cantidad.

### Tejido conjuntivo reticular
El tipo reticular del tejido conjuntivo laxo se caracteriza por abundar las fibras reticulares argirófilas, compuestas por colágeno de tipo III. Dan un aspecto de entramado de red tipo malla, en el que se distribuyen los fibroblastos esparcidos por la matriz. El tejido conjuntivo reticular compone la estroma de la médula ósea, el bazo, los ganglios linfáticos y el timo, dando sustento y armazón microclimático al parénquima.

### Tejido mesenquimal
El tejido mesenquimal compone el mesénquima embrionario, o la totalidad de los tejidos conjuntivos diferenciados y en diferenciación en el embrión. Estos tejidos tienen primariamente una consistencia laxa y son ricos en células mesenquimales que, por diferenciación, aportan células específicas para cada tipo de tejido maduro.

## Tejido conjuntivo denso o fibroso
El tejido conjuntivo denso puede adoptar dos tipos básicos de configuraciones:

### Tejido conjuntivo denso regular
Es el tipo de tejido conjuntivo que forma los tendones, aponeurosis, ligamentos y en general estructuras que reciben tracción en la dirección hacia la cual se orientan sus fibras colágenas. Estas fibras se hallan dispuestas en una forma ordenada, paralela una respecto a la otra, lo que proporciona la máxima fortaleza.
En los tendones la conformación de las fibras están paralelas entre sí y con fibroblastos (llamados tendinocitos en esta estructura) entre fibra y fibra. También presenta el tendón un TC denso en la periferia del mismo, que presenta fibras no tan paralelas, llamado epitendón. Por último, alrededor de cada fascículo del tendón se observa un tejido llamado endotendón.
En las aponeurosis se encuentran fibras de colágeno paralelas la una de la otra, pero ordenadas en capas y en disposición ortogonal, es decir, una capa puesta a 90° sobre la capa inferior.
En los ligamentos no cambia la forma de los tendones, a excepción de ligamentos de determinadas partes del cuerpo en donde se necesita más elasticidad, como, por ejemplo, el ligamento amarillo en la columna vertebral. En estos lugares, los ligamentos tienen una mayor cantidad de fibras elásticas que colágenas, y en forma no tan regular. Son los llamados ligamentos elásticos.

### Tejido conjuntivo denso irregular
Está presente en las cápsulas del hígado, ganglios linfáticos, riñón, intestino delgado y dermis. Básicamente forma parte de la cápsula de todos los órganos, a excepción del páncreas, que es un tejido conjuntivo areolar laxo. En este tejido conjuntivo denso irregular se observan fibras de colágeno dispuestas en forma aleatoria y muy poca sustancia fundamental. Esto proporciona protección contra el estiramiento excesivo de los órganos.

## Histofisiología
La histofisiología del tejido conjuntivo comprende:

### Funciones normales
- sostén estructural
- sostén metabólico y nutricional
- almacenamiento de reservas energéticas
- inmunidad
- protección
- inflamación

### Inflamación y reparación
- protección antinfecciosa
- reparación de lesiones

## Enfermedades del tejido conjuntivo
- enfermedades reumatológicas
- enfermedades mixtas del tejido conectivo y conjuntivo

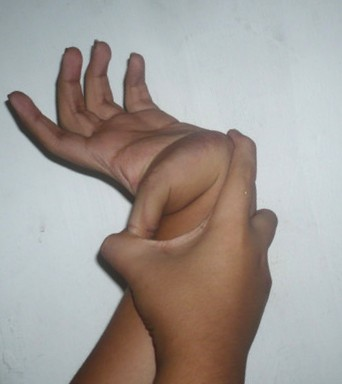
Hiperlaxitud en el pulgar como resultado de un defecto hereditario en el tejido conectivo.

- mucocele
- Síndrome de Ehlers-Danlos
- Síndrome de Marfan